# Hiacynt Przetocki
Hiacynt Przetocki (ur. ok. 1599 w Ostrzeszowie, zm. 1655 w Wysokiej) – jezuita, kaznodzieja, poeta polskiego baroku, piszący pod kryptonimem P.H.P.W., herbu Nałęcz.

## Życiorys
Urodzony około 1599 w powiecie ostrzeszowskim (Wielkopolska), w rodzinie ziemiańskiej. W 1617 wstąpił w Krakowie do zakonu jezuitów. Uczył się kolejno w Krakowie (1617-1620), Sandomierzu (1620-1621) i Kaliszu (1622-1625), gdzie otrzymał wykształcenie humanistyczne. W latach 1626–1630 Przetocki nauczał w Poznaniu i we Lwowie w klasach syntaksy i retoryki. W 1630 podjął studia teologiczne w Krakowie, gdzie w 1632 otrzymał święcenia kapłańskie, a w 1634 został prefektem szkół jezuickich. Pod koniec 1634 otrzymał zwolnienie z zakonu i poświęcił się pracy duszpasterskiej. W 1637 został plebanem we wsi Wysoka (do 1642), w hrabstwie szydłowieckim, a w 1650 powierzono mu obowiązki dziekana radomskiego. Zmarł prawdopodobnie w 1655, w Wysokiej koło Szydłowca. Poeta dojrzałego baroku, drugorzędny, ale dość popularny w epoce.

## Ważniejsze dzieła
Hiacynt Przetocki był twórcą następujących utworów:
- Łabęć żałośnie śpiewający... (kazanie pogrzebowe, wygł. 3 kwietnia 1642), wyd. Kraków 1643, drukarnia F. Cezary; fragmenty przedr. M. Morż... (Morżkowski), Biblioteka Warszawska 1851, t. 3, s. 163–170
- Tubae Radivilianae tristissimo clangore... insonantes, 1644
- Brzeg nieprzeżytej wieczności, Kraków 1645, drukarnia F. Cezary
- Lamenty abo żale serdeczne... nad niewinną śmiercią Jezusa Ukrzyżowanego, Kraków 1647, drukarnia F. Cezary
- Pałac, który sobie wystawiła w niebie J. W. P. Zofia Szczawińska, Kraków 1649, drukarnia F. Cezary
- Heco abo zajączek dla uciechy J. M. P. Mikołaja z Przytyka Podlodowskiego... pod borem zastrońskim upatrzony, Kraków 1650, drukarnia F. Cezary
- Miłosierdzie Bogurodzice Mariej nad Bractwem Szkaplerza S., Kraków 1650, drukarnia F. Cezary
- Pastor percussus, Kraków (brak roku wydania), drukarnia F. Cezary
- Postny obiad abo zabaweczka... przez P.H.P.W., Kraków 1653, drukarnia F. Cezary; wyd. następne: Kraków 1684; według edycji 1653 wyd. J. Rostafiński, Kraków 1911, BPP nr 60; fragmenty przedr. J. Tuwim Cztery wieki fraszki polskiej, Warszawa 1937; także wyd. 2 Warszawa 1957
- Kolęda... podczas powietrza morowego... w roku 1653, Kraków 1655, drukarnia F. Cezary; fragmenty przedr. J. Wiśniewski Monografia dekanatu koneckiego, Radom 1913
- Tarcz J. M. P. Stefana Podlodowskiego... nad grobem zawieszona roku 1653, Kraków 1655, drukarnia F. Cezary
- Uciechy lepsze i pożyteczniejsze aniżeli z Bachusem i Wenerą przez P.H.P.W., Kraków 1655, drukarnia F. Cezary; wyd. krytyczne K. Badecki Polska komedia rybałtowska, Lwów 1931; fragmenty przedr.: K. Budzyk, H. Budzykowa, J. Lewański Literatura mieszczańska w Polsce od końca XVI do końca XVIII wieku, t. 2, Warszawa 1954
- Pieśń (brak miejsca wydania) 1655.